# Zerstörer 1942
Zerstörer 1942 (letteralmente "Cacciatorpediniere 1942" in tedesco), anche detta Classe 1942, era una classe di cacciatorpediniere della Kriegsmarine tedesca, progettata durante la seconda guerra mondiale; la classe rimase praticamente allo stadio di progetto, in quanto venne realizzata un'unica unità (la Z51) che però non venne mai completata e non entrò mai in servizio.
La Classe 1942 nasceva come prototipo di cacciatorpediniere spinto da motori diesel: se la struttura generale riprendeva quella dei Zerstörer 1938B, l'apparato motore era piuttosto innovativo per navi di questo tipo, basato su sei motori diesel a 24 cilindri prodotti dalla MAN SE e su tre alberi motore (le precedenti classi avevano solo due alberi). La Classe 1942 fece anche da modello per la successiva classe di cacciatorpediniere tedesca (Zerstörer 1944), anche questa rimasta allo stadio di progetto.
La prima unità di questa classe, che doveva fungere da prototipo, venne impostata nei cantieri Deschimag di Brema nel 1943, e varata il 2 ottobre 1944 con il nome di Z51; il cattivo andamento del conflitto per la Germania e la mancanza di materie prime resero impossibile il completamento dell'unità. Il 21 marzo 1945 la Z51 venne gravemente danneggiata da un bombardamento aereo; tra il dicembre del 1947 e il febbraio del 1949 ciò che rimaneva dello scafo venne rottamato.
Uno dei quattro motori installati sul Z51 venne recuperato ed è ora in mostra al 'Auto und Technik' Museum di Sinzheim, in Germania.